# 聖米迦勒島
聖米迦勒島（马恩岛語：Ellan Noo Mael 或 Ynnys Vaayl），通常被稱為堡壘島，是马恩島管轄的一個島嶼，以其迷人的遺址而聞名。它佔地5.14公頃（12.70英畝），東西長約400公尺（440碼），並通過一條狹窄的堤道與德比港附近的朗尼斯半島相連。該島本身由岩石板岩構成，土壤酸性很強。儘管如此，聖米迦勒島還是擁有重要的海洋植物群落。

## 歷史
從中石器時代開始，聖米迦勒島上就有人類活動的證據，島上有兩座古建築。兩者都處於廢墟狀態並且不對公眾開放，儘管有許多步道可以讓遊客探索周圍的環境。
該島控制著重要戰略港口德比港的入口。為此，需要建造一座堡壘以保護海灣入口，聖米迦勒島並由此得到堡壘島之名。工程最初由第三代德比伯爵愛德華斯坦利根據亨利八世國王的命令進行，隨後根據第七代伯爵的指示於1645年進行了升級。
聖米迦勒島的原始名稱早在1250年就有記載，當時挪威國王在決定王位繼承權時任命了曼島攝政王約翰·麥克杜格爾 (John McDougal)和他的女婿羅納爾茲韋 (Ronaldsway)，未來的國王馬格努斯。
1275年，在蘇格蘭國王亞歷山大三世獲得曼島的所有權後，馬格努斯國王的兒子戈德雷德發動叛亂，亞歷山大三世在戰鬥中擊敗了他，戈德雷德隨後割讓了曼島。加洛韋貴族約翰德韋西和蘇格蘭國王的其他軍官在聖米迦勒島登陸，再次提出和平的要求並遭到拒絕。第二天早上，在日出之前，戰鬥開始了，曼島人被擊敗了。
聖米迦勒島是1250年和1275年爭奪曼島控制權的兩次大戰的地點，當時英格蘭、蘇格蘭和曼島為爭奪聖米迦勒島的控制權而戰。

## 德比堡
德比堡是一座17世紀的堡壘，位於聖米迦勒島的東端。它由第七代德比伯爵兼曼島領主詹姆斯·斯坦利於英格蘭內戰期間建造，以保護當時繁忙的德比港。
聖米迦勒島是鳥類保護區。